# 이원철 (1883년)
이원철(李源喆, 1883년 2월 28일 ~ 1952년 4월 18일)은 일제강점기의 관료이다. 자(字)는 중길(重吉), 본관은 우계(羽溪)이다.
1912년 이전부터 1916년 당시 조선총독부 임시토지조사국 소속 기수로 재직했다. 1921년~1922년 경남 창원군청 기수, 1923년~1937년에는 거창군청 기수였으며, 1927년부터는 기수 겸 군속이었다. 비슷한 시대에 같은 가문의 동명이인 이학박사이자 천문학자 이원철도 존재한다.

## 생애
고조부는 태화 이현상이며, 증조부는 분서 이봉녕이고, 할아버지는 문과에 급제해 사간원 정언, 사헌부 집의 등을 역임한 이재명이며 아버지는 대한제국 당시 평리원검사, 판사를 역임한 학해 이휘선이고, 어머니 이정우(李貞愚)는 연안이씨(延安李氏)로 좌의정 월사 이정귀의 후손 문과 급제자 이철수(李轍秀)의 딸이다.
1912년 기수(技手)에 재직 중이었다. 그런데 어느 부서의 기수인지는 알 수 없다. 1914년 조선총독부 임시토지조사국 측지과 기수(技手)가 되고, 1914년, 1915년, 1916년에 재직했다.
1921년에는 경상남도 창원군청의 군기수(郡技手)로 재직, 1922년까지 재직했다. 1921년 10월 15일 조선체육회가 주최, 보성전문학교 운동장에서 열린 전조선제1회정구대회에 불교청년회 대표로 참가하였다. 이때 이기천(李起千)과 한 조가 되어 보성전문학교 서정임徐廷臨, 이한준李漢俊 조와의 대결에서 3대 2로 이겼다.
1923년에는 경남 거창군청 기수로 재직 중이었고, 1924년, 1925년에 재직 중이었으며, 1926년부터는 거창군청 기수 겸 군속, 1927년, 1928년, 1929년, 1930년, 1931년, 1932년, 1933년 당시 재직 중이었다. 1934년에는 총독부 경성세무감독국 대전세무서 기수가 되어 1935년, 1936년, 1937년까지 재직했다.
1937년 당시 경성세무감독국 대전세무서 서무과 기수, 관5등 훈 8위였다.

## 관련 자료
- 조선총독부직원록